# Littleton (Massachusetts)
Pour les articles homonymes, voir Littleton.
Littleton est une ville du Comté de Middlesex dans l'état du Massachusetts.
Elle a été fondée en 1686 et incorporée en 1715.
Sa population était de 8 924 habitants en 2010.